# 캐시 리 크로스비

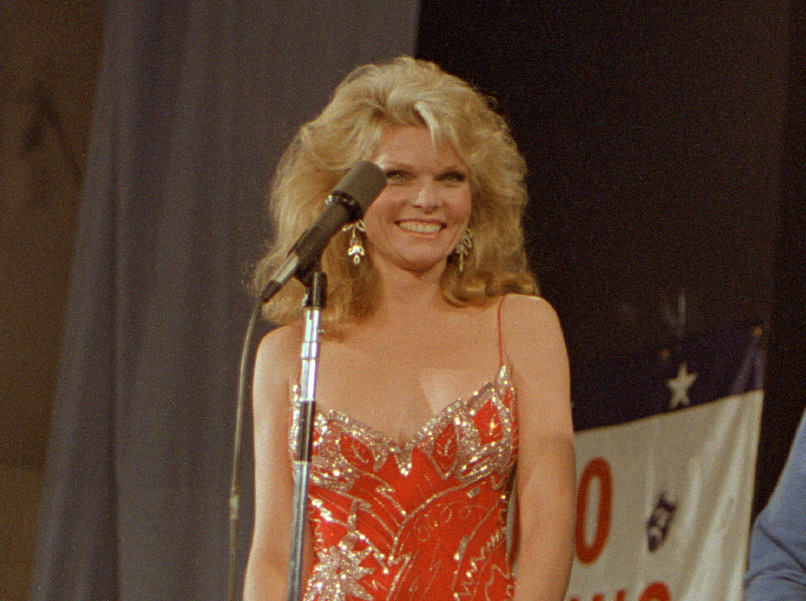

캐시 리 크로즈비(Cathy Lee Crosby, 1944년 12월 2일 ~ )는 미국의 테니스 선수, 배우이다.
로스앤젤레스에서 태어났다.

## 출연 작품
- 파이널 런 (1999, Final Run)
- 빅 티즈 (1999년)
- 부서진 요람 (1997년)
- 플레이어 (1992년)
- 탐정수첩 (1983년)
- 월드 워 III (1982년)
- 더 다크 (1979, The Dark)
- 도시의 밤 (1976년)
- 원더 우먼 (1974년)
- 래핑 폴리스맨 (1973년) - 케이 버틀러 역

### 텔레비전
- 호텔 - 시리즈 (1983년)
- 사랑의 유람선 (1977년)